# Football Club Vaulx-en-Velin
Le Football Club Vaulx-en-Velin est un club de football français basé à Vaulx-en-Velin, dans la banlieue de Lyon, dans le Rhône et évoluant en Régional 1 depuis Le club est fondé en 1946.
Il ne possède pas à l’origine de terrain attitré et abrite deux équipes : une équipe sénior et une équipe de jeunes de moins de 18 ans.
Dans les années 1960, le club se structure petit à petit et le stade Francisque Jomard est aménagé.
En 1981-1982, l’équipe, qui auparavant évoluait dans le district du Rhône, atteint les championnats de la Ligue Rhône-Alpes de football.
En 1985, elle finit deuxième de son groupe de « Promotion de Ligue » et accède ainsi à la « Division d’Honneur Régional » (respectivement deuxième et troisième niveau régional)[1].
À l’issue de sa première saison à ce niveau, elle finit à nouveau première de son groupe et est donc promue en « Division d’Honneur »[2].
Le club évolue six saisons au premier niveau régional avant de remporter le titre de champion en 1992 et accéder ainsi à la quatrième division nationale, le Championnat de France de Division 4.
Dès sa première saison à ce niveau, l’équipe termine première de son groupe, le groupe F, et peut ainsi accéder au niveau supérieur.
À l’issue de cette saison, une réorganisation des compétitions amateurs porte à trois et non plus deux le nombre de championnats nationaux au-dessous des deux divisions professionnelles dans la structure pyramidale des ligues de football en France.
De ce fait, grâce à sa première place en Division 4, le FC Vaulx intègre le nouveau championnat de France National 2, qui reste toutefois le quatrième niveau national.
Le FCV parvient à s’y maintenir pendant trois saisons puis en est relégué à l’issue de la quatrième en 1997.
Il ne reste cependant qu’un an à l’échelon inférieur, le National 3, renommé cette même année en Championnat de France amateur 2 (CFA 2), puisqu’il termine deuxième de son groupe et remonte ainsi en National 2, renommé lui aussi, en Championnat de France amateur (CFA).
Cependant, le club ne parvient pas à assurer son maintien en CFA et est directement relégué en CFA 2 en fin de saison[3].
Par la suite, le FC Vaulx redescend les échelons qu’il avait gravis pendant la décennie précédente.
En effet, il va parvenir à se maintenir en CFA 2 pendant trois ans, avant d’être relégué en « Division d’Honneur » la quatrième année, en 2003.
En DH, il ne se maintient que deux fois et retrouve le deuxième niveau régional DHR en 2006.
Premier de son groupe, il remonte en DH dès l’année suivante.
Après cinq ans au premier niveau régional, il décroche le deuxième titre de champion de Division d’Honneur en 2012 et accède à nouveau au CFA 2.
Avec beaucoup de départs à la fin de la saison 2022/2023 et avec un effectif limité, il est finalement relégué en Régional 1 la saison suivante.
Lors de la saison 2024/2025, le FC Vaulx-en-Velin réalise une excellente campagne en Régional 1, terminant sportivement à la première place avec 54 points.
Cependant, le club est sanctionné de –1 point en raison de la non-conformité du diplôme de son entraîneur principal, ramenant son total à 53 points.
Une deuxième sanction survient en fin de saison, avec –3 points supplémentaires infligés par la Ligue AURA pour comportement disciplinaire excessif (trop de cartons jaunes et rouges cumulés par l’équipe).
Le total final descend alors à 50 points, ce qui permet à la réserve du FC Villefranche-Beaujolais, avec 52 points, de remporter le titre de champion de R1.
En vertu des règlements en vigueur, la réserve de Villefranche ne monte pas automatiquement.
Elle doit disputer un barrage d’accession contre l’US Feurs, autre club champion de son groupe de Régional 1, pour tenter d’accéder au championnat de National 3.

## Identité

### Logos

Logo de 2020 à 2021.
Logo depuis 2021.

## Résultats sportifs

### Palmarès
| Compétitions nationales | Compétitions régionales |
| --- | --- |
| - Championnat de France de Division 4 - Vainqueur du groupe F en 1993 - Championnat de France amateur 2 - Deuxième du groupe F en 1998 - Coupe de France - Meilleure performance : 16e de finale en 2011 | - Division d'Honneur (2) - Champion en 1992 et 2012 - Division d'Honneur Régional - Vainqueur du groupe C en 1986 et en 2007 - Promotion de Ligue - Vainqueur du groupe A en 1985 |

### Bilan sportif

#### En championnat
| Championnat                                             | Saisons | Titres | J   | V  | N  | D  | Bp  | Bc  | Diff |
| ------------------------------------------------------- | ------- | ------ | --- | -- | -- | -- | --- | --- | ---- |
| Championnat de France amateur / National 2 / Division 4 | 6       | 1      | 196 | 60 | 63 | 73 | 223 | 281 | -58  |
| Championnat de France amateur 2                         | 3       | 0      | 202 | 73 | 56 | 73 | 223 | 247 | -24  |
| Ligue Rhône-Alpes                                       | 57      | -      | -   | -  | -  | -  | -   | -   | -    |

#### En coupe
Les meilleures performances du FC Vaulx en Coupe de France ont lieu : en janvier 1994 avec une défaite en 32e de finale contre le Football Club de Nantes (alors leader de première division) après avoir battu l'Olympique Gymnaste Club Nice au tour précédent, l'année suivante, en janvier 1995 avec une nouvelle défaite 32e de finale contre le Football Club de Saint-Leu, et, le meilleur parcours en 2010-2011 avec une défaite en 16e de finale contre le Stade rennais football club.

## Entraîneurs
- 1996-1997 :  /  Diego Garzitto
- 1997-2001 :  Éric Geraldes
- 2023 :   Ahmed Aït Ouarab[2]

## Joueurs emblématiques
- Nabil Fekir (formé au club)
- Rachid Ghezzal (formé au club)
- Kurt Zouma (formé au club)
- /  Rachid Benayen
- Billy Koumetio (formé au club)